# Pteroptrix coloba
Pteroptrix coloba är en stekelart som först beskrevs av Prinsloo och Neser 1990.  Pteroptrix coloba ingår i släktet Pteroptrix och familjen växtlussteklar. Inga underarter finns listade i Catalogue of Life.